# Список умерших в 1140 году

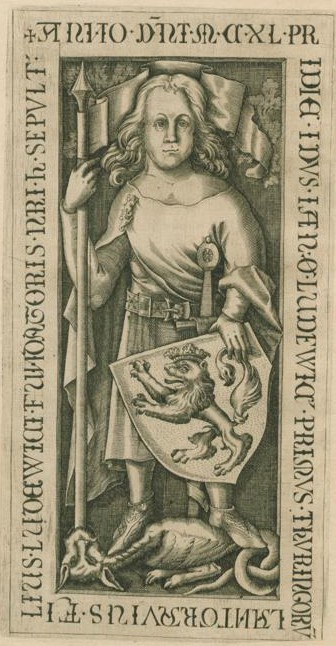
Людвиг I Тюрингский

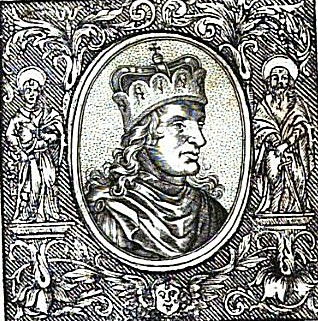
Собеслав I

В этой статье представлен список известных людей, умерших в 1140 году.
См. также: Категория:Умершие в 1140 году

## Январь
- 12 января — Людвиг I — граф Тюрингии (с 1123), первый ландграф Тюрингии (с 1131).
- 15 января — Диего Жельмирез — второй епископ (с 1100) и первый архиепископ (с 1120) Римско-католической архиепархии Сантьяго-де-Компостелы.

## Февраль
- 6 февраля — Турстан — архиепископ Йоркский (1114/1119—1140), победитель шотландской армии в «битве Штандартов» 1138 года
- 13 февраля — Вильгельм фон Орламюнде — пфальцграф Рейнский (1129—1140)
- 14 февраля
  - Левон I — Властелин Киликии / «Властелин Гор» (1129—1137). Умер в византийской тюрьме
  - Собеслав I — князь Чехии (1125—1140), князь Зноемский (1113—1123), князь Брненский (1115—1123, 1129—1130), князь Оломоуцкий (1130—1135)

## Апрель
- 7 апреля — Эйберт Креспенский[англ.] — бенедиктинский монах, отшельник, святой римско-католической церкви.

## Июль
- 12 июля — Генрих I — граф д'Э и лорд Гастингс (1096—1140)
- 14 июля — Альбрехт II — граф Габсбург (1082—1140)
- 15 июля — Болдуин из Риети[англ.] — бенедиктинский монах, святой римско-католической церкви, покровитель Риети

## Сентябрь
- 15 сентября — Адлета Венгерская — княгиня-консорт Чехии (1125—1140), жена князя Собеслава I

## Октябрь
- 27 октября — Тоба Содзё — японский живописец, философ; буддийский религиозный деятель, монах; один из основоположников японской монохромной живописи.

## Ноябрь
- 4 ноября — Юсуф аль-Хамдани — один из первых в Средней Азии учителей суфизма.
- 13 ноября — Регинберт[нем.] — епископ Бриксена (1125—1139)
- 16 ноября — Вульгрин II — граф Ангулемский (1120—1140)

## Дата неизвестна или требует уточнения
- Педро Альфонсо — испанский врач, писатель, астроном и полемист.
- Годебольд[нем.] — епископ Мейсена (1125—1140)
- Гокериус[исп.] — отшельник, святой римско-католической церкви.
- Джемаледдин Мухаммед — правитель Дамаска (1139—1140).
- Иоанн Вустерский — средневековый английский историк и хронист, автор «Chronicon ex chronicis»
- Кумарапала[англ.] — правитель из династии Пала (1130—1140)
- Ричард III[англ.] последний герцог Гаэты (1121—1140)
- Ульрих II[нем.] — епископ Констана (1127—1138)